# Alfred Nzo (Distrikt)
Der Distrikt Alfred Nzo (englisch Alfred Nzo District Municipality) liegt in der südafrikanischen Provinz Ostkap. Auf einer Fläche von 10.731 km² leben 801.344 Einwohner (Stand: 2022). Die Hauptstadt ist Mount Ayliff.
Benannt ist der Distrikt nach dem ehemaligen ANC-Generalsekretär Alfred Nzo (1925–2000), der zudem von 1994 bis 1999 südafrikanischer Außenminister war. Der Bezirk ist einer der ärmsten in Südafrika. Rund 24 Prozent der Bevölkerung sind HIV-infiziert.

## Gemeinden
Der Distrikt besteht aus den vier Lokalgemeinden Umzimvubu (Verwaltungssitz Mount Ayliff), Matatiele (Verwaltungssitz Matatiele), Winnie Madikizela-Mandela (ehemals Mbizana) und Ntabankulu. Mbizana und Ntabankulu gehörten bis 2011 zum Distrikt OR Tambo.
Als Beispiel für die Infrastruktur hier die Wasserversorgung der Haushalte (HWA = eigener Hauswasseranschluss; ÖWA = öffentlicher Wasseranschluss in der Nähe; KWA = kein Anschluss an ein Wasserleitungsnetz):
| Gemeinde  | Verwaltungssitz | Fläche   | H W A | Ö W A | K W A |
| --------- | --------------- | -------- | ----- | ----- | ----- |
| Umzimvubu | Mount Ayliff    | 2506 km² | 1 %   | 35 %  | 65 %  |
| Matatiele | Matatiele       | 4352 km² | 25 %  | 59 %  | 16 %  |